# Leeteuk
Park Jung-soo (Hangul: 박정수, Hanja: 朴正洙, Hán-Việt: Phác Chính Thù, sinh ngày 1 tháng 7 năm 1983), thường được biết đến với nghệ danh Leeteuk (Hangul: 이특, Hanja: 利特), là một nam ca sĩ, nhạc sĩ, diễn viên, người dẫn chương trình truyền hình và phát thanh viên người Hàn Quốc. Anh là trưởng nhóm của nhóm nhạc nam Super Junior, thành viên của nhóm nhỏ Super Junior-H, Super Junior-T do SM Entertainment thành lập và quản lý. Vào năm 2022, anh được kết nạp vào nhóm nhỏ mới của Super Junior là Super Junior-L.S.S, cùng với Shindong và Siwon.
Leeteuk bắt đầu sự nghiệp với vai trò người dẫn chương trình cho chương trình âm nhạc hằng tuần M Countdown của đài Mnet. Anh còn được biết đến là người dẫn chương trình cho các chương trình như Ông hoàng giải trí, Strong Heart, The Best Cooking Secrets, I Can See Your Voice, Đại hội thể thao Idol.
Leeteuk còn là một trong những cái tên quen thuộc tại các lễ trao giải. Anh đã ba lần dẫn dắt Golden Disc Awards, sáu lần tại Gaon Charts Music Awards, và hai lần tại Asia Artist Awards. Ngoài ra, anh thường xuyên là dẫn chương trình cho các buổi biểu diễn âm nhạc hằng năm như Dream Concert và Asia Song Festival.

## Tiểu sử
Leeteuk sinh ngày 1 tháng 7 năm 1983 tại thủ đô Seoul, là con thứ hai trong gia đình. Chị gái của anh, Park In-young, là một nữ ca sĩ và diễn viên. Cha mẹ anh ly hôn vào năm 1998. Mối quan hệ giữa cha mẹ anh đã được anh nhắc đến thường xuyên tại các chương trình tạp kỹ. Leeteuk tốt nghiệp bằng cử nhân tại trường Đại học Chungwoon.

## Sự nghiệp

### Đôi nét về Leeteuk
Anh là thành viên đầu tiên của Super Junior được SM Entertainment thu nhận. Leeteuk được coi là một trong 6 thành viên nhảy giỏi nhất của Super Junior và luôn được chọn lựa để tham gia các cuộc thi nhảy do đài SBS tổ chức như Star Dance Battle. Không dừng lại ở đó, Leeteuk đã chứng tỏ cho khán giả biết rằng mình cũng sở hữu 1 giọng ca ngọt ngào trong trẻo sau khi song ca bài hát "Glumbing" với Krystal của f(x) trong MBC Enjoy Today.
Năm 2011, Leeteuk bất ngờ tung ra ca khúc mới "Ice Cream" song ca cùng Joo, một ca sĩ của công ty JYP Entertainment. Anh đã gây được nhiều ấn tượng tốt cho khán giả nhờ giọng hát ngọt ngào và hình tượng dễ thương, trẻ trung. Nhiều fans đã nhận xét rằng trông anh như học sinh cao trung chứ không phải một người đàn ông gần 30 tuổi khi họ xem MV của bài hát này.
Có nhiều tin đồn về việc Leeteuk có bạn gái nhưng chưa có nguồn tin nào xác định được rõ danh tính của cô gái may mắn này. Trước đây, Leeteuk có nói anh rất muốn có nhiều con và phải là con lai. Vì thế, nhiều người hâm mộ tin rằng bạn gái của anh là một người nước ngoài.
Leeteuk đã hoàn thành xong nghĩa vụ quân sự khi nhập ngũ vào 29/7/2014 (sau 21 tháng nhập ngũ từ 30/10/2012). Sau khi xuất ngũ Leeteuk liền lập tức đến phòng tập đến cùng các thành viên trong nhóm chuẩn bị cho đợt comeback đầu tiên sau khi xuất ngũ của mình.
Vào đầu tháng 1 năm 2014, khi còn trong khoảng thời gian nhập ngũ, Leeteuk được đặc cách trở về nhà 3 ngày để về lo hậu sự cho gia đình vì không may ba và ông bà của anh cùng lúc qua đời. Các thành viên trong Super Junior cũng đã đến chia buồn và đưa tang.

### Super Junior
Xem thêm: Super Junior
Khi Leeteuk và chị gái anh, đi du lịch đến Myeongdong, Seoul vào đầu năm 2000, anh được một quản lý đề nghị thử giọng cho chương trình Starlight Casting System của SM Entertainment, một buổi thử giọng để tuyển chọn thực tập sinh cho công ty. Sau một số bài kiểm tra thu âm và biểu diễn, anh đã ký hợp đồng với SM Entertainment và trở thành thực tập sinh của công ty này. Cùng năm đó, anh đã nhanh chóng xuất hiện trên truyền hình lần đầu tiên, qua việc đảm nhận một vai phụ trong bộ phim truyền hình All About Eve của đài MBC, và xuất hiện như là một người mẫu đại diện cho Pepsi vào năm 2002. Năm 2003, Leeteuk đã được đưa vào một nhóm nhạc năm thành viên với thành viên cùng nhóm sau này là Donghae, nhưng kế hoạch đã nhanh chóng thất bại. Sau đó họ được đưa vào nhóm nhạc dự án Super Junior cùng với mười học viên khác. Vì lớn tuổi nhất, Leeteuk đã được chọn làm trưởng nhóm.
Ngày 6 tháng 11 năm 2005, Leeteuk chính thức ra mắt trên chương trình âm nhạc hằng tuần Inkigayo của đài SBS với tư cách một thành viên của Super Junior '05, thế hệ đầu tiên của Super Junior. Nhóm trình diễn đĩa đơn đầu tay "TWINS (Knock Out)" trước khoảng 500 khán giả. Leeteuk giải thích rằng anh đã sử dụng một nghệ danh vì mong muốn có một cái tên với tầm ảnh hưởng tương tự như Kangta (và cũng để tránh nhầm lẫn với nữ diễn viên kỳ cựu Park Jung-soo). Tên gọi Leeteuk của anh có nghĩa là "đặc biệt" vì anh muốn trở thành một thành viên đặc biệt trong nhóm. Leeteuk cũng được gọi là 'trưởng nhóm đặc biệt' của Super Junior.
Khoảng tháng 3 năm 2006, SM Entertainment bắt đầu tuyển thành viên mới cho thế hệ tiếp theo của Super Junior, và Leeteuk sẽ vẫn tiếp tục là nhóm trưởng của Super Junior 05. Tuy nhiên, kế hoạch thay đổi khi công ty thêm vào thành viên thứ mười ba, Kyuhyun, và tuyên bố dừng hình thành các thế hệ Super Junior tương lai. Nhóm đã bỏ hậu tố "05" và chính thức trở thành Super Junior. Nhóm mới đã giành thắng lợi lớn sau khi họ phát hành "U" vào mùa hè, mà đã trở thành single thành công nhất của Super Junior trong các bảng xếp hạng âm nhạc cho đến khi "Sorry, Sorry" được phát hành tháng 3 năm 2009.
Trong suốt sự nghiệp của mình với Super Junior, Leeteuk đã được đặt vào 2 phân nhóm. Vào tháng 2 năm 2007, anh đã được đặt trong Super Junior-T – chuyên hát những bài nhạc Trot. Một năm sau, anh đã trở thành một thành viên của Super Junior-Happy. Ngày 19 tháng 4 năm 2007, gần hai tháng sau khi Super Junior-T phát hành đĩa đơn đầu tiên "Rokkugo", Leeteuk đã bị thương nặng trong một tai nạn xe hơi khi trở về nhà sau buổi ghi âm của chương trình phát thanh Super Junior Kiss the Radio. Cùng bị tai nạn với Leeteuk là Shindong, Eunhyuk, Kyuhyun, và hai người quản lý. Trong khi Shindong và Eunhyuk chỉ bị thương nhẹ, Leeteuk và Kyuhyun bị thương nghiêm trọng hơn và phải nhập viện trong vài tuần nữa. Leeteuk bị những mảnh thủy tinh găm vào lưng và phía trên mắt, phải chịu hơn 170 mũi khâu.. Anh đã được ra viện vào ngày 30 tháng 4 năm 2007. Do chấn thương này, vai diễn của anh trong bộ phim điện ảnh đầu tiên của Super Junior,Attack on Pin-Up Boys (2007) bị hủy bỏ. Tuy nhiên, vì anh rất muốn tham gia vào bộ phim nên sau khi ra viện, anh tìm đến nơi quay phim và được sắp xếp cho một vai mà đến kết thúc của bộ phim mới được tiết lộ, đó là vai chú gấu trúc. Nhưng theo xác nhận sau này thì thực sự vai gấu trúc đã được Ryeowook đóng gần như suốt phim.
Leeteuk đã cùng dẫn chương trình Super Junior's Kiss the Radio (SUKIRA) với Eunhyuk từ năm 2006. Leeteuk cũng đã được ca ngợi về kỹ năng dẫn chương trình của mình. Cùng với đó, anh cũng tham gia trong SBS Star King (dẫn bởi Kang Ho Dong) và Strong Heart (dẫn bởi Kang Ho Dong và Lee Seung Ki). Trong Strong Heart, Leeteuk cùng với 2 thành viên trong nhóm là Eunhyuk và Shindong tạo nên Teukigayo (Teuk Academy), một phân đoạn vui vẻ trong đó đã thu được rất nhiều sự ủng hộ từ khán giả. Leeteuk cũng làm dẫn chương trình tại lễ trao giải Asia Artist Awards lần thứ 4 được tổ chức tại Sân vận động Quốc gia Mỹ Đình ở Hà Nội, Việt Nam vào ngày 26 tháng 11 năm 2019.

### Chương trình TV
| Date                                         | Name                                  | Note                                            |
| 10 tháng 11 năm 2005 đến 27 tháng 3 năm 2008 | Mnet M!Countdown                      | cùng Shindong, Kangin, sau thay thế bởi Eunhyuk |
| 27 tháng 12 năm 2007– 20 tháng 8 năm 2008    | Leeteuk's Love Fighter                |                                                 |
| 7 tháng 1 năm 2008–5 tháng 4 năm 2008        | ComedyTV Unbelievable Outing Season 3 | cùng Donghae                                    |
| 10 tháng 7 năm 2008– 9 tháng 10 năm 2008     | MBC Idol Show Season 1                | cùng Super Junior-T                             |
| 1 tháng 11 năm 2008–nay                      | Mnet Bachelor While on a Date         |                                                 |
| 2009–nay                                     | KBS Challenge Golden Ladder           |                                                 |
| 2009–                                        | KBS Challenge! Good song              | cùng Hyunyung và Boom                           |
| 5 tháng 9 năm 2009–nay                       | SBS Miracle                           | cùng Eunhyuk, Shindong, Sungmin, Kangin         |
| 16 tháng 9 năm 2009–nay                      | MBC King of the Ring                  | cùng Eunhyuk, Shindong                          |
| 25 tháng 12 năm 2009–nay                     | SBS Oh! Brothers                      |                                                 |
| 2011– 2012                                   | MBC We got married                    | cùng Kang Sora                                  |

### Chương trình radio
| Ngày                    | Tên                                                       | Ghi chú      |
| 21 tháng 8 năm 2006–nay | Super Junior's Kiss the Radio (슈퍼주니어 키스 더 라디오) | cùng Eunhyuk |

## Hoạt động khác

### Dẫn chương trình
| Năm           | Tên chương trình   | Mạng   | Ghi chú                                                                        | Tham khảo |
| ------------- | ------------------ | ------ | ------------------------------------------------------------------------------ | --------- |
| 2019          | 25th Dream Concert | N/A    | Dẫn cùng Jeon So-min và Gongchan                                               | [ 5 ]     |
| 2015          | 20th Dream Concert |        | Dẫn cùng Park Gyeong-ree                                                       |           |
| 2016          | 21st Dream Concert |        | Dẫn cùng Kim So-hyun , Hong Jong-hyun, Seventeen Mingyu, và Seventeen Jeonghan |           |
| Tháng 6/2017  | 22nd Dream Concert |        | Dẫn cùng Seventeen S.Coups, và Lee Sun-bin                                     |           |
| Tháng 11/2017 | 23rd Dream Concert |        | Dẫn cùng Jin Se-yeon và Tony An                                                |           |
| 2020          | 26th Dream Concert |        | Dẫn cùng Kim Do-yeon và Kim Yo-han                                             |           |
| 2021          | 28th Dream Concert | Online | Dẫn cùng Kim Do-yeon và Cha Eun-woo                                            |           |

## Giải thưởng
| Năm  | Dành cho                                    | Ghi chú                                            |
| ---- | ------------------------------------------- | -------------------------------------------------- |
| 2009 | Star King for Best Newcomer Award (Variety) | cùng Eunhyuk và Boom cho chương trình Strong Heart |